# Realme
Realme (стилизовано realme) је кинески произвођач потрошачке електронике основан 4. маја 2018. године у Шенџену. Првобитно је био део бренда Oppo, да би се касније одвојио. Тада је постао најбрже растући бренд 5G смартфона у трећем кварталу 2021. са стопом раста од 831%.